# ディーウ
ディーウ（દીવ, दीव, Diu）は、インドの西部、グジャラート州のアラビア海に突出するカーティヤーワール半島の南端に位置する小島。面積は38.5km2、人口は約23,000人。
行政区画としては、同じくポルトガル植民地だった3地域と共に、インドの連邦直轄領のダードラー・ナガル・ハヴェーリーおよびダマン・ディーウ連邦直轄領を構成している。

## 歴史

### ポルトガル領
1509年ポルトガルの艦隊がグジャラート・スルターン朝、マムルーク朝（エジプト）、オスマン帝国の連合艦隊とディーウ沖の海戦の末、これを打ち破り、インド洋の制海権を手にいれた。1535年にバハードゥル・シャーがムガル帝国の脅威から防衛する為にポルトガルと同盟し、ポルトガルはディーウに要塞（ディーウ城）を建設した。1538年、ディーウ包囲戦。1546年、第二次ディーウ包囲戦 。1554年にはポルトガルがグジャラート・スルターン朝（ムザッファル・シャーヒー朝）からディーウ島の統治権を手にいれディーウはポルトガル領となった。
1961年にインドに返還されるまではポルトガルの飛び地領土、ポルトガル領インドの一部だった。ポルトガル植民地時代の建造物が幾つか残っている。

### インド連邦直轄地
1961年にインド軍の侵攻により、ディーウはインドの支配下におかれた。1962年3月16日の併合宣言後、ゴア、ダマンおよびディーウ連邦直轄領（1962年 - 1987年）、ダマン・ディーウ連邦直轄領（1987年 - 2020年）、ダードラー・ナガル・ハヴェーリーおよびダマン・ディーウ連邦直轄領（2020年以降）の構成体として、現在に至る。